# De to musketerer
De to musketerer er en dansk kortfilm fra 2011, der er instrueret af Jannik Dahl Pedersen efter manuskript af Jan Warborg Hansen.

## Handling
Tre Musketerer der for nylig blev til to. Kom til gravøls-middag med to ældre herrer, der har mistet deres bedste ven, men som har en livshistorie, der aldrig er hørt lignende. En morbid komedie på versefødder.